# ¿Dónde has estado durante ocho años?
En el contexto de la invasión rusa de Ucrania, se han hecho preguntas capciosas como ¿Dónde has estado durante ocho años?, ¿Dónde has estado los últimos ocho años?, o ¿Por qué has estado en silencio durante los últimos ocho años? como una crítica a la campaña de desinformación de los medios occidentales, señalando principalmente las atrocidades cometidas por Ucrania en la Guerra del Dombás (2014-2022) y que fue esa guerra y no la invasión en febrero de 2022 lo que desató la crisis política entre los gobiernos de Ucrania y Rusia. Estas cuestiones suelen venir de personas que han mostrado su apoyo a Rusia, por lo que han sido descritas por otros como «propaganda rusa».

## Discurso de Putin sobre la realización de una operación militar especial
El discurso televisado del presidente ruso Vladímir Putin el 24 de febrero de 2022, dos días después de que las tropas rusas llegaran a Ucrania, hizo referencia varias veces a los ocho años transcurridos desde 2014.

Durante ocho años, durante ocho años interminables, hemos estado haciendo todo lo posible para solucionar la situación por medios políticos pacíficos. Todo fue en vano... El objetivo de esta operación es proteger a las personas que, desde hace ocho años, se enfrentan a la humillación y el genocidio perpetrados por el régimen de Kiev.

Los nacionalistas rusos comenzaron a usar esta frase como respuesta al hashtag #НетВойне (traducido al español como No a la guerra), acusando a los manifestantes pacifistas de no preocuparse por la gente de habla rusa en la región de Dombás en Ucrania. Más tarde, el hashtag fue promovido por celebridades de los medios de comunicación en Rusia, como Nikolai Baskov, Tina Kandelaki, Masha Malinovskaya y Dana Alexandrovna Borisova.
Según la antropóloga social Alexandra Arkhipova, este argumento es tan común en la cultura rusa porque es mucho más fácil señalar las acciones de un enemigo que las propias, negando cualquier forma de culpa. También es parte del whataboutism, que era una táctica común en la propaganda soviética.

## Guerra del Dombás
Más de 3.000 civiles murieron como resultado de la guerra en Dombás suscitada entre 2014 y 2022, pero no hay evidencia que respalde la afirmación de que Ucrania cometió el genocidio de personas de habla rusa o de etnia rusa en el país. Antes de que Rusia comenzara lo que llamaría «operación militar especial» a gran escala en 2022, la intensidad de las hostilidades en el Dombás había ido disminuyendo constantemente desde la firma de los acuerdos de Minsk en febrero de 2015.  Por ejemplo, según las autoridades ucranianas, 50 soldados ucranianos murieron en enfrentamientos con los separatistas del Dombás en 2020.

## Reacciones
La periodista y presentadora de televisión ucraniana Kateryna Osadcha afirmó que «las tropas rusas lleva ocho años destrozando Ucrania».
El 3 de marzo de 2022, el periodista Pavlo Kanygin escribió sus respuestas a las preguntas de ¿dónde has estado durante ocho años?[cita requerida], que también explicaban más sobre los separatistas en Dombás.